# Grand Prix du Comminges 1949
Grand Prix du Comminges 1949 je bila trinajsta dirka za Veliko nagrado v Sezoni Velikih nagrad 1949. Odvijala se je 7. avgusta 1949 v mestu Saint-Gaudens. 

## Rezultati

### Finale
| Poz | Dirkač                   | Dirkalnik         | Krogi | Čas/Odstop |
| --- | ------------------------ | ----------------- | ----- | ---------- |
| 1   | Charles Pozzi            | Delahaye 135S     | 46    | 3:34:02.2  |
| 2   | John Heath               | Alta              | 45    | +1 krog    |
| 3   | José Scaron              | Simca-Gordini T8  | 44    | +2 kroga   |
| 4   | Louis Chiron Paul Vallee | Talbot-Lago       | 44    | +2 kroga   |
| 5   | Henri Louveau            | Delahaye D6S      | 44    | +2 kroga   |
| 6   | Auguste Veuillet         | Delahaye D6S      | 43    | +3 krogi   |
| Ods | Raymond Sommer           | Talbot-Lago T26GS |       |            |

- Najboljši štartni položaj: Raymond Sommer - 4:00
- Najhitrejši krog: Louis Chiron